# Ematurga aestiva
Ematurga aestiva är en fjärilsart som beskrevs av Andreas Bergmann 1955. Ematurga aestiva ingår i släktet Ematurga och familjen mätare. Inga underarter finns listade i Catalogue of Life.